# Troféu Wanderpreis
Troféu Wanderpreis foi a primeira competição entre clubes de futebol realizada na cidade de Porto Alegre, capital do estado do Rio Grande do Sul. Wanderpreis, em alemão, significa "troféu móvel" e foi um torneio patrocinado pelo banco Brasilianische Bank für Deutschland, popularmente conhecido como "Banco Alemão".

## História
Era disputado apenas entre os dois clubes mais antigos da cidade, os quais, coincidentemente, foram fundados no mesmo dia: Fussball Club Porto Alegre e Grêmio Foot-Ball Porto Alegrense. Disputado em jogos que ocorriam a cada seis meses, ficaria com a posse definitiva do troféu aquele que vencesse uma série de três jogos consecutivos.
A primeira edição ocorreu no dia 6 de março de 1904, no campo do Velódromo da Blitz. O Grêmio venceu por 1x0 e sagrou-se campeão. Em 25 de setembro do mesmo ano, o Fussball vingou-se da derrota sofrida na primeira edição do Wanderpreis e venceu o rival por 2x1, conquistando o título.  Porém, o Grêmio ganharia três dos quatro confrontos seguintes e ficaria com a posse definitiva do Troféu Wanderpreis.
Em 1907, a competição passa por modificação, deixando de ser semestral para tornar-se anual. Mesmo com o surgimento da Liga Porto-Alegrense de Foot-Ball (LPAF) em 1910, a qual criou o Campeonato Citadino de Porto Alegre, o Wanderpreis continuou  a ser disputado. 
Com a vitória por 5 a 0 em 6 de outubro de 1912, o Grêmio ficou com a posse definitiva do troféu.

## Lista de campeões

### Wanderpreis
| Data                                             | Campeão  | Placar | Vice-Campeão |
| ------------------------------------------------ | -------- | ------ | ------------ |
|                                                  |          |        |              |
| 6 de março de 1904                               | Grêmio   | 1-0    | Fussball     |
| 25 de setembro de 1904                           | Fussball | 2-1    | Grêmio       |
| 12 de março de 1905                              | Grêmio   | 4-0    | Fussball     |
| 10 de setembro de 1905                           | Grêmio   | 2-0    | Fussball     |
| 18 de março de 1906                              | -        | 1-1    | -            |
| 5 de maio de 1906                                | Grêmio   | 3-1    | Fussball     |
| O Grêmio ficou com a posse definitiva do troféu. |          |        |              |

### Novo Wanderpreis
| Data                                             | Campeão  | Placar | Vice-Campeão |
| ------------------------------------------------ | -------- | ------ | ------------ |
| 1º de dezembro de 1907                           | Grêmio   | 4-1    | Fussball     |
| 27 de setembro de 1908                           | Fussball | 1-0    | Grêmio       |
| 3 de outubro de 1909                             | Fussball | 1-0    | Grêmio       |
| 29 de setembro de 1910                           | Grêmio   | 5-0    | Fussball     |
| 22 de outubro de 1911                            | Grêmio   | 1-0    | Fussball     |
| 6 de outubro de 1912                             | Grêmio   | 5-0    | Fussball     |
| O Grêmio ficou com a posse definitiva do troféu. |          |        |              |

## Títulos por equipe
| Clube    | Títulos                                                | Vices                                                    |
| -------- | ------------------------------------------------------ | -------------------------------------------------------- |
| Grêmio   | 8 (1904, 1905*, 1905*, 1906, 1907, 1910, 1911 e 1912). | 3 (1904, 1908 e 1909).                                   |
| Fussball | 3 (1904, 1908 e 1909).                                 | 8 (1904, 1905**, 1905**, 1906, 1907, 1910, 1911 e 1912). |

*Venceu os dois Wanderpreis do ano.
**Perdeu os dois Wanderpreis do ano.